# 山口翔平
山口 翔平（やまぐち しょうへい、1985年8月16日 - ）は、日本の男性声優。長崎県出身。ワンダースペース所属。

## 経歴
代々木アニメーション学院福岡校、マウスプロモーション付属俳優養成所出身。
2014年10月1日より、ワンダースペース所属。かつてはマウスプロモーションに所属していた。

## 人物
趣味・特技はバイクツーリング、ゲーム、剣道二段。

## 出演
太字はメインキャラクター。

### テレビアニメ
2007年
- sola（生徒A）

2008年
- 乃木坂春香の秘密（男子C）

2009年
- 神曲奏界ポリフォニカ クリムゾンS（男子B）
- 戦う司書 The Book of Bantorra（肉A）

2010年
- えむえむっ!（司会）
- とある科学の超電磁砲（学生A、手下）
- とある魔術の禁書目録II（2010年 - 2011年、男子生徒、天草式少年）
- 咎狗の血（部下）
- FORTUNE ARTERIAL 赤い約束（男子生徒）

2011年
- 神様のメモ帳（男）
- STEINS;GATE（警察官）
- そふてにっ（生徒）

2012年
- 坂道のアポロン（生徒、山岡竜之介）

2016年
- 奇異太郎少年の妖怪絵日記（妖怪、垢嘗）
- OZMAFIA!!（教師、生徒）
- バーナード嬢曰く。（尾崎放哉）
- 一人之下 the outcast（2016年 - 2018年、ルームメイトA、速達員B、沈沖 他） - 2シリーズ
- Bloodivores（ウィン・チャオ）

2017年
- 捏造トラップ-NTR-（カップル男、中学生男子B、店長、彼氏、先生）
- お酒は夫婦になってから（レモ男、レモン）

2018年
- 立花館To Lieあんぐる（修理屋、祭り客）
- 人外さんの嫁（クラスメイト、男子生徒、男性、男子生徒A、花見客）

2019年
- 臨死!!江古田ちゃん（神様、男F）
- 八十亀ちゃんかんさつにっき（2019年 - 2022年、ケバブ屋店員、カラオケ客） - 2シリーズ

2020年
- アルゴナビス from BanG Dream!（男子生徒B）

2021年
- 闘神機ジーズフレーム（イ・ドンジン、通信士2、アトラハーシス クルー、ロバート・ヘイロゥ）

2022年
- 異世界迷宮でハーレムを（村人、騎士団員）
- 恋愛フロップス（兵士、大学生）

2023年
- 聖剣学院の魔剣使い（人間兵モブ、調査団員、借金取り、案内人、エドワルド・レイ・クリスタリア 他）

2024年
- 狼と香辛料 MERCHANT MEETS THE WISE WOLF（刺客、街の人々、町人、商人、村人）
- ひとりぼっちの異世界攻略（ガテク）
- ハミダシクリエイティブ（生徒会役員C）

2025年
- 片田舎のおっさん、剣聖になる（エヴァンス・ジーン、アリューシア父、冒険者、盗賊、教会騎士 他）
- ぬきたし THE ANIMATION（モブ）

### 劇場アニメ
- 劇場版 NARUTO -ナルト- 炎の中忍試験! ナルトVS木ノ葉丸!!（2011年、三河テヅツ）

### OVA
- トリコ（2009年、五つ尾オオワシ、ヘッポコ鳥）

### Webアニメ
- 印西あるある物語（2022年）

### ゲーム
2008年
- タツノコ VS. CAPCOM CROSS GENERATION OF HEROES
- 12RIVEN -the Ψcliminal of integral-

2009年
- 剣と魔法と学園モノ。2（エルフ・男）
- 龍が如く3

2010年
- 剣と魔法と学園モノ。3（ヒューマン・男、フリーシア）
- コープスパーティー ブラッドカバー リピーティッドフィアー（大川智寛）

2011年
- コープスパーティー Book of Shadows（大川智寛）
- 侍道4

2014年
- 流星☆ハレーション（渡彗斗）

### ドラマCD
- お天気戦隊ハウウェザー〜晴のち雨のち曇のち雪のち雷〜（サンダー[19]）
- シロクロネクロ（ゾンビたち）※電撃文庫MAGAZINEVol.18付録「豪華声優陣×第17回電撃小説大賞コラボCD」
- 〜鏡花あやかし秘帖〜 夜叉の恋路（青柳寛）
- テイルズ オブ シンフォニア
- プリンセスハーツ

### ラジオドラマ
- ハンドメイドシネマ（2013年、新潟県民エフエム放送）[20]

### 吹き替え
- iCarly
- ザ・パシフィック
- ジャイアント
- ボードウォーク・エンパイア 欲望の街

### モーションコミック
- デジコロ うごくまんが ケシカスくん（ケシカス）

### オーディオブック
- 池袋ウエストゲートパークシリーズ 1・2・3巻（2010年 - 2011年）
- 10万円から始める! 貯金金額別 初めての人のための資産運用ガイド（2016年、朗読）
- 戦場のコックたち（2016年、ディエゴ）
- 世界一簡単な髪が増える方法（2017年、朗読）
- ズボラでも中性脂肪とコレステロールがみるみる下がる47の方法（2017年、朗読）
- 流（2017年）
- ずるい勉強法 エリートを出し抜くたった1つの方法（2017年、朗読）
- ヤバすぎる心理術（2018年、朗読）
- 「すぐ不安になってしまう」が一瞬で消える方法（2018年、朗読）
- ヤフーの1on1 部下を成長させるコミュニケーションの技法（2018年）

### シリーズ一覧
1. ↑  第1期（2016年）、第2期『一人之下 羅天大醮篇』・『一人之下 全性篇』（2018年）
2. ↑  第1期（2019年）、第4期『4さつめ』（2022年）